# Dragan Mihajlović
Dragan Mihajlović (Loznica, 22 agosto 1991) è un calciatore serbo naturalizzato svizzero, centrocampista del Bellinzona.

## Carriera

### Club
Mihajlovic ha iniziato la sua carriera calcistica nel Bodio fino a 11 anni, poi nel 2002 passò alle giovanili dell'AC Bellinzona. Ha debuttato con il Bellinzona il 26 aprile 2008 a 17 anni in Challenge League contro l'Yverdon-Sport, quando all'82' minuto entrò al posto di Angelo Raso.
Ha fatto il suo debutto in Super League l'ultima partita della stagione 2008-2009, entrando al posto di Adewale Wahab al 58' minuto. Nella stagione 2009-2010 giocò 5 partite, 4 partite da sostituto, mentre la stagione successiva ha disputato 26 incontri nel massimo campionato svizzero.

### Nazionale
Nel 2009 venne convocato dalla nazionale svizzera Under-19 per una partita di qualificazione per il Campionato europeo di calcio Under-19 contro la nazionale Under-21 della Georgia, dove mise a segno un gol.
Nel 2010 venne convocato dalla nazionale svizzera Under-20, con cui segnò un gol contro i pari età della Polonia.

## Palmarès

### Club

#### Competizioni nazionali
- Supercoppa di Cipro: 1

APOEL Nicosia: 2019
- Coppa di Bulgaria: 1

Levski Sofia: 2021-2022